# Årets Charlie

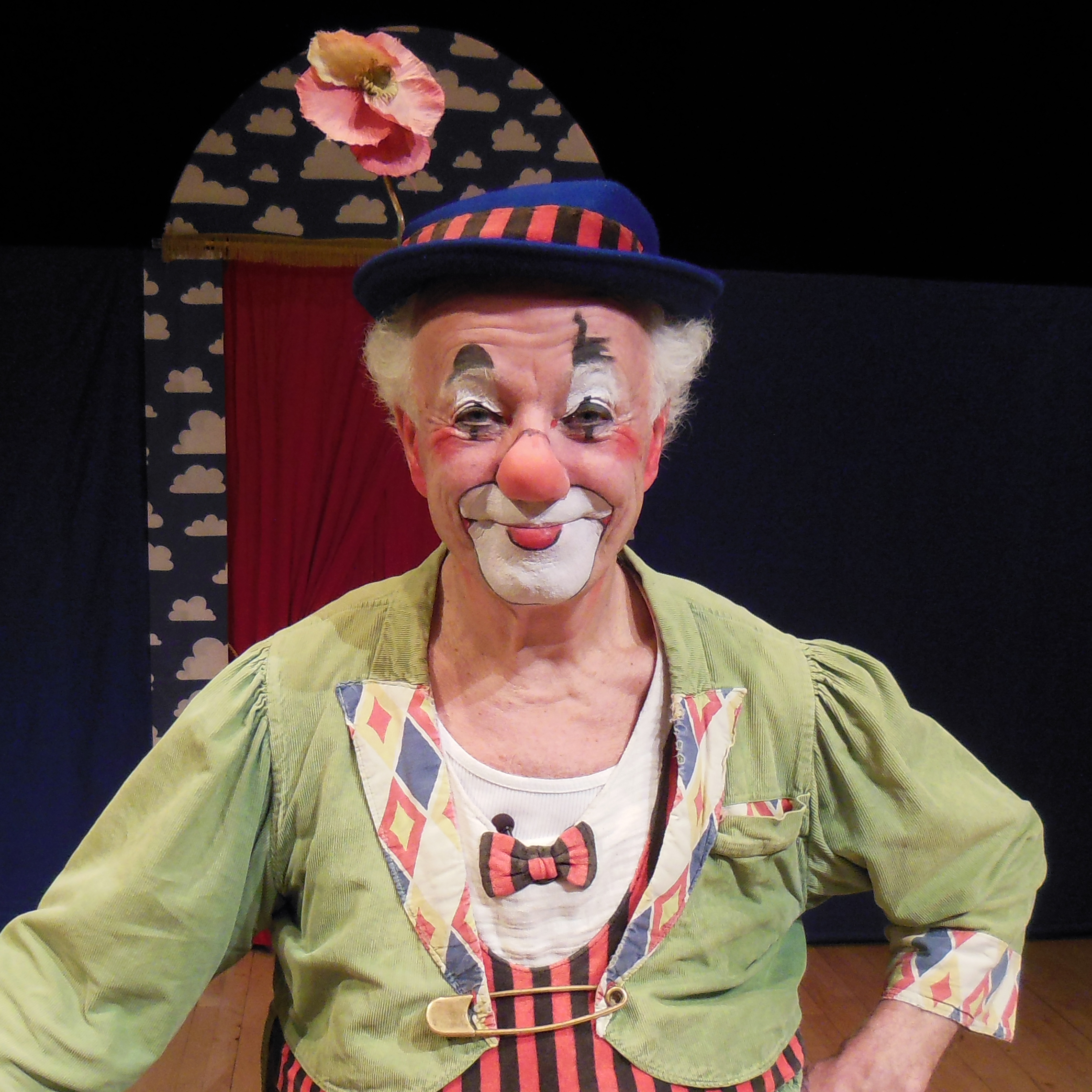
Clownen Manne, pristagare 1990

Årets Charlie är en svensk utmärkelse för personer som främjar svensk cirkuskonst. Priset utdelats sedan 1985 av Cirkusakademien.
Utmärkelsen består av en statyett föreställande Charlie Rivel, vilken modellerats av Jan Hedh.

## Pristagare
- 1985  Käthe Bronett, cirkusdirektör
- 1986  Diana Rhodin, cirkusdirektör
- 1988  Bertil "Berra" Sandberg, akrobat, clown, cirkusarkivarie
- 1990  Tory Cross, clown
- 1990  Manne af Klintberg, clown
- 1991  Bengt Källquist, medgrundare av Cirkus Maximum
- 1992  Ludvika minicirkus, Ludvika
- 1992  Norsholms ungdomscirkus, Norsholm
- 1993 Uno "Myggan" Ericson, journalist, författare
- 1993  Per-Arne Wåhlberg, lärare, författare av böcker om cirkus
- 1996  Seved Bornehed, clown
- 1997  Trolle Rhodin, cirkusdirektör
- 1998  Herbert Bengtsson, medgrundare av Cirkus Olympia
- 1999  Birgit och Stig Mosshagen, grundare av Cirkus Wictoria
- 2000  Anders Åhlin, orkesterledare
- 2001  Bröderna Anthony, Gary och Dany Wiik (gruppen Kosowiik), kosackryttare
- 2003  Carla, Henry och Robert Bronett, cirkusledare
- 2007  Bo Rönnberg, cirkusdirektör
- 2010  Jessica och Niklas Bengtsson, cirkusledare
- 2011  Anton Frank, djurtränare
- 2012  Bengt Roslund, teveproducent
- 2013  Carmen Lupasco Rhodin, lindansare, cirkusdirektör
- 2014  Max Carling, musiker
- 2015 Vasaskolan, Gävle
- 2016 Jeanette Rosengren, förläggare
- 2017 Johan Vinberg, ingenjör
- 2018 Johanna Abrahamsson, lindansare, jonglör, akrobat
- 2022 Henrika Bengtsson, cirkusdirektör
- 2024 Tilde Björfors, tidigare konstnärlig ledare för Cirkus Cirkör